# Saint-Chamarand
Saint-Chamarand è un comune francese di 215 abitanti situato nel dipartimento del Lot nella regione dell'Occitania.

## Società

### Evoluzione demografica
Abitanti censiti